# Denis Matsukevich
Denis Matsukevich (28 de Março de 1986 – Minsk, Bielorrússia) é um tenista profissional da Rússia.
Ele conquistou 5 títulos de simples em Futures em toda sua carreira.
Seu técnico é Valeriy Skhliar.

## Títulos

### Simples (5)
| Legenda         |
| Challengers (0) |
| Futures (5)     |

| No. | Data                   | Torneio        | Piso    | Oponente         | Placar             |
| 1.  | 22 de Maio de 2006     | Polônia F5     | Saibro  | Gero Kretschmer  | 6–3, 6–2           |
| 2.  | 27 de Setembro de 2010 | Alemanha F16   | Carpete | Karlis Lejnieks  | 6–4, 6–4           |
| 3.  | 7 de Março de 2011     | Ukcrânia F2    | Duro    | Artem Smirnov    | 7–6(7-3), 4–6, 6–3 |
| 4.  | 14 de Março de 2011    | Rússia F1      | Duro    | Sergey Betov     | 7–5, 6–2           |
| 5.  | 25 de Abril de 2011    | Cazaquistão F1 | Duro    | Ervand Gasparyan | 6–1, 6–2           |